# Кургани (Калузька область)
Кургани (рос. Курганы) — присілок в Ізносковському районі Калузької області Російської Федерації.
Населення становить 47 осіб. Входить до складу муніципального утворення Присілок Алексеєвка.

## Історія
Від 2004 року входить до складу муніципального утворення Присілок Алексеєвка

## Населення
| 2002 | 2010 |
| ---- | ---- |
| 49   | ↘47  |